# Dipsomania
Dipsomania (do grego dípsa, sede, e manía, loucura, mania) é o impulso ininterrupto e irresistível de ingerir bebidas alcoólicas. 
Ao contrário do que acontece com o alcoolismo, os pacientes em geral não se consideram dependentes. Além disso, o impulso não é frequente, porém ao surgir pode levar a pessoa a beber durante vários dias seguidos.